# Гулькаров, Илья Семёнович
Илья́ Семёнович Гулька́ров (род. 18 июня 1939 года) — советский, американский физик, специалист в области физики атомного ядра и элементарных частиц, доктор физико-математических наук, профессор.

## Биография
Родился в Бухаре, жил там же до 1954 года.
Окончил школу № 17 Ташкента (1956) и физический факультет Московского государственного университета (1963, поступил со второго раза).
В 1963—1992 — инженер лаборатории ядерной физики (1963—1964), ассистент (1964—1965), старший преподаватель (1968), доцент (1969), с 1991 профессор Ташкентского политехнического института. В 1965—1968 — аспирант Харьковского физико-технического института.
В 1969 защитил кандидатскую (НИИЯФ МГУ), 1989 — докторскую диссертацию (тема — «Статистические и переходные плотности заряда и мультипольные формфакторы коллективных состояний четно-четных ядер 1S-1P и 1D-2S-оболочек»; кафедра ядерной физики ЛГУ).
С сентября 1992 года живёт в США. Преподавал в Mesa Community College, Paradise Valley Community College (Аризона), Loyola University (Чикаго), Northeastern Illinois University (Иллинойс).
С 2012 года живёт в Аризоне и работает в Phoenix College.
Автор статей в журналах «Physical Review» (США), «FEBS Letters», «Nuclear Physics», «Physics Letters», «Cellular Signalling» (Нидерланды), «International Journal of Modern Physics» (Сингапур), «Ядерная физика» (Россия) и других.

## Публикации
- Гулькаров И. С. Исследования ядер электронами. — М.: Атомиздат, 1977. — 208 с. — 1800 экз.
- Гулькаров И. С. Электрон — орудие исследования ядер. — М.: Знание, 1974. — 64 с. — 54 240 экз. — (Серия «Новое в жизни, науке, технике. Физика»; вып. 11).
- Гулькаров И. С. Статические и переходные плотности заряда и мультипольные формфакторы коллективных состояний четно-четных ядер Is -Ip и Id −2s — оболочек : диссертация … доктора физико-математических наук : 01.04.16 / ЛГУ. — Л., 1988. — 295 с. : ил.